# Unión Lara
Unión Lara Fútbol Club ist ein venezolanischer Fußballverein aus Barquisimeto. Der Verein wurde 1999 gegründet und trägt seine Heimspiele im Estadio Farid Richa aus, das Platz bietet für 12.500 Zuschauer. Unión Lara spielt derzeit in der Tercera División, der dritthöchsten Spielklasse in Venezuela.

## Geschichte
Unión Lara wurde im Jahre 1999 gegründet. Bereits im ersten Jahr nach der Gründung des Vereins gewann Unión Lara erstmals ein Turnier, in der Copa República Bolivariana de Venezuela des Jahres 2000 siegte man im Endspiel gegen den FC Caracas. Im Jahre 2003 wäre Unión Lara um ein Haar erstmals der Aufstieg in die Primera División Venezolano, die höchste Spielklasse im venezolanischen Fußball, gelungen, doch in Play-off-Spielen um den Aufstieg scheiterte man an Atlético El Vigía. Das gleiche Schicksal ereilte den Verein ein Jahr später gegen Aragua FC. In Vorbereitung auf die Copa América 2007, die in Venezuela ausgetragen wurde, erhöhte sich die Zahl der Teilnehmer in der ersten venezolanischen Liga von zehn auf achtzehn. Im Zuge dessen wurde Unión Lara 2007 erstmals erstklassig. Man blieb aber nur eine einzige Spielzeit in der obersten Spielklasse, ehe der direkte Wiederabstieg erfolgte. Bis heute glückte die Rückkehr in die Primera División noch nicht.

## Stadion
Unión Lara trägt seine Heimspiele im Normalfall im Estadio Farid Richa in Barquisimeto aus, das 2001 erbaut wurde und Platz bietet für 12.500 Zuschauer. Für die Copa América 2007 war ein um ein viel größeres Stadion in der Stadt erbaut worden, das Estadio Metropolitano de Fútbol de Lara. Hier trägt Unión Lara Spiele aus, bei denen viele Zuschauer zu erwarten sind, das Estadio Metropolitano de Fútbol de Lara hat eine Kapazität von 40.300 Zuschauerplätzen. Beispiele für diese Spiele mit größerem Zuschauerandrang sind etwa das Lokalderby zwischen Unión Lara und CD Lara, das seine Heimspiele generell im großen Stadion von Barquisimeto austrägt.

## Erfolge
- Copa República Bolivariana de Venezuela: 1× (2000)